# Lijst van rijksmonumenten in Makkum
De plaats Makkum telt 55 inschrijvingen in het rijksmonumentenregister. Hieronder een overzicht. 
Voor een overzicht van alle beschikbare afbeeldingen zie de categorie Rijksmonumenten in Makkum op Wikimedia Commons.
| Object | Oorspronkelijke functie?  | Bouwjaar                                                    | Architect                | Locatie             | Coördinaten?                 | Nr.?   | Afbeelding |
| --- | ------------------------- | ----------------------------------------------------------- | ------------------------ | ------------------- | ---------------------------- | ------ | --- |
| Pand met verdieping en vlieringverdieping onder zadeldak tegen geheel bakstenen trapgevel | Woonhuis                  | 1643                                                        |                          | Bleekstraat 14      | 53° 3' 21" NB, 5° 24' 15" OL | 39366  | Meer afbeeldingen |
| It Ankerplak | Sociale zorg, liefdadigh. | 1654                                                        |                          | Bleekstraat 36      | 53° 3' 23" NB, 5° 24' 15" OL | 39368  | Ankerplak It Ankerplak |
| Woonhuis met verdieping en zolderverdieping onder zadeldak tegen slanke halsgevel | Woonhuis                  | ca. 1850 (gevel)                                            |                          | Bleekstraat 38      | 53° 3' 24" NB, 5° 24' 15" OL | 39369  | Meer afbeeldingen |
| Pakhuis onder zeer breed zadeldak tussen twee topgevels met segmentboogvormig gesloten lichtopeningen, hijsluiken en hijsbalk                                                                          | Opslag                    | 1767 1999 (rest.)                                           |                          | Brouwerssteeg 9     | 53° 3' 13" NB, 5° 24' 17" OL | 39370  | Pakhuis onder zeer breed zadeldak tussen twee topgevels met segmentboogvormig gesloten lichtopeningen, hijsluiken en hijsbalk |
| Voorm. visafslag | Woonhuis                  | 18e eeuw                                                    |                          | bij Achterdijkje 19 | 53° 3' 17" NB, 5° 24' 7" OL  | 39371  | Visafslag Voorm. visafslag |
| Woning onder zadeldak tegen puntgevel | Woonhuis                  |                                                             |                          | Kerkeburen 21       | 53° 3' 32" NB, 5° 23' 59" OL | 39372  | Woning onder zadeldak tegen puntgevel                                                                                         |
| Van Doniakerk, hervormde kerk | Kerk en kerkonderdeel     | 1652 (toren) 1660 (kerk) 1887 (ingang koor)                 |                          | Kerkeburen 37       | 53° 3' 35" NB, 5° 23' 58" OL | 39373  | Meer afbeeldingen |
| Pand onder dwarskap tussen twee topgevels met geprofileerde vensternissen voorzien van gebeeldhouwde sluitstenen                                                                                       | Woonhuis                  | 16e eeuw                                                    |                          | Kerkstraat 5        | 53° 3' 18" NB, 5° 24' 8" OL  | 39374  | Meer afbeeldingen |
| Breed pand met zes negenruitsvensters en dubbele dakkapel met zesruitsvensters | Woonhuis                  |                                                             |                          | Kerkstraat 7        | 53° 3' 18" NB, 5° 24' 8" OL  | 39375  | Meer afbeeldingen |
| Pand met verdieping onder U-vormig schilddak met hoekschoorstenen en met achtertopgevel | Woonhuis                  |                                                             |                          | Kerkstraat 11       | 53° 3' 21" NB, 5° 24' 9" OL  | 39376  | Meer afbeeldingen |
| Pand met verdieping onder zadeldak tegen klokgevel met gebeeldhouwde aanzetkrullen, sierankers en smalle vensters op de verdieping en in de top                                                        | Woonhuis                  |                                                             |                          | Kerkstraat 13       | 53° 3' 21" NB, 5° 24' 8" OL  | 39377  | Meer afbeeldingen |
| Pand met verdieping onder zadeldak tegen gepleisterde trapgevel | Woonhuis                  | 17e eeuw                                                    |                          | Kerkstraat 17       | 53° 3' 22" NB, 5° 24' 9" OL  | 39378  | Meer afbeeldingen |
| Pand onder zadeldak met voorschild waarboven topschoorsteen | Woonhuis                  |                                                             |                          | Kerkstraat 25       | 53° 3' 23" NB, 5° 24' 8" OL  | 39379  | Meer afbeeldingen |
| Pand onder zadeldak tegen klokgevel met twaalfruitsvensters, gebeeldhouwde aanzetkrullen, bekronende lijst en ovale vensters in de top                                                                 | Woonhuis                  | 18e eeuw                                                    |                          | Kerkstraat 27       | 53° 3' 23" NB, 5° 24' 8" OL  | 39380  | Meer afbeeldingen |
| Pand met verdieping en zolderverdieping onder zadeldak tegen gepleisterde trapgevel met op de verdieping vensternissen met kopje op sluitsteen                                                         | Woonhuis                  |                                                             |                          | Kerkstraat 29       | 53° 3' 23" NB, 5° 24' 8" OL  | 39381  | Meer afbeeldingen |
| Groot pand met omlijste ingangspartij met snijwerk en timpaan met piron, verdieping onder dwarskap tussen zijtopgevels en daarboven grote schoorsteen met dubbel bord en bekroning                     | Woonhuis                  | ca. 1820                                                    |                          | Kerkstraat 35       | 53° 3' 24" NB, 5° 24' 9" OL  | 39382  | Meer afbeeldingen |
| Pand onder zadeldak tegen halsgevel | Woonhuis                  | ca. 1850 (gevel)                                            |                          | Kerkstraat 43       | 53° 3' 25" NB, 5° 24' 9" OL  | 39383  | Meer afbeeldingen |
| Pand met zesruitsvensters onder voor afgeschuind zadeldak waarop topschoorsteen met bord | Woonhuis                  |                                                             |                          | Kerkstraat 45       | 53° 3' 25" NB, 5° 24' 8" OL  | 39384  | Meer afbeeldingen |
| Pand met verdieping en forse rechte kroonlijst met ronde dakvensters onder U-vormig schilddak met twee hoekschoorstenen waarop borden                                                                  | Woonhuis                  | late 18e eeuw                                               |                          | Kerkstraat 47       | 53° 3' 25" NB, 5° 24' 8" OL  | 39385  | Meer afbeeldingen |
| Vijf traveeën breed pand zonder verdieping met omlijste ingang onder U-vormig schilddak met dakkapel en hoekschoorstenen met bord                                                                      | Woonhuis                  | ca. 1860                                                    |                          | Kerkstraat 20       | 53° 3' 24" NB, 5° 24' 10" OL | 39386  | Meer afbeeldingen |
| Pand met verdieping en vlieringverdieping onder zadeldak tegen slanke klokgevel met aanzetkrullen en gebeeldhouwde kuiflijst                                                                           | Woonhuis                  | 18e eeuw                                                    |                          | Kerkstraat 26       | 53° 3' 24" NB, 5° 24' 10" OL | 39387  | Meer afbeeldingen |
| Woonhuis onder zadeldak tussen twee topgevels | Woonhuis                  |                                                             |                          | Pruikmakershoek 4   | 53° 3' 18" NB, 5° 24' 15" OL | 39388  | Meer afbeeldingen |
| Laag pand onder voor afgeschuind hoog zadeldak met schoorsteen | Woonhuis                  |                                                             |                          | Pruikmakershoek 8   | 53° 3' 18" NB, 5° 24' 15" OL | 39389  | Meer afbeeldingen |
| Woonhuis tegen achtertopgevel en met verdieping onder voor afgeschuind hoog zadeldak met topschoorsteen                                                                                                | Woonhuis                  | late 18e eeuw                                               |                          | Pruikmakershoek 12  | 53° 3' 18" NB, 5° 24' 16" OL | 39391  | Meer afbeeldingen |
| Woonhuis met verdieping onder voor afgeschuind zadeldak met topschoorsteen | Woonhuis                  |                                                             |                          | Pruikmakershoek 16  | 53° 3' 18" NB, 5° 24' 16" OL | 39392  | Meer afbeeldingen |
| Woning onder zadeldak tegen topgevel waarin nis voor venster | Woonhuis                  |                                                             |                          | Pruikmakershoek 18  | 53° 3' 18" NB, 5° 24' 17" OL | 39393  | Meer afbeeldingen |
| Pand met zesruitsvensters onder zadeldak tegen klokgevel met aanzetkrullen en kuiflijst | Woonhuis                  | 18e eeuw                                                    |                          | Turfmarkt 3         | 53° 3' 20" NB, 5° 24' 15" OL | 39394  | Meer afbeeldingen |
| Gleiershuizen | Woonhuis                  | 1669 (kern) 19e eeuw (gevel)                                |                          | Turfmarkt 5         | 53° 3' 19" NB, 5° 24' 15" OL | 39395  | Meer afbeeldingen |
| Gleiershuizen | Woonhuis                  | late 18e eeuw (gevel)                                       |                          | Turfmarkt 7         | 53° 3' 19" NB, 5° 24' 15" OL | 39396  | Meer afbeeldingen |
| Diep pand met verdieping en zolderverdieping, onder zadeldak tegen geheel bakstenen trapgevel met toppilaster                                                                                          | Woonhuis                  | 17e eeuw                                                    |                          | Turfmarkt 29        | 53° 3' 20" NB, 5° 24' 17" OL | 39397  | Meer afbeeldingen |
| Pand met verdieping onder vrij laag en diep voor afgeschuind zadeldak met gevel met neo-empire-snijwerk op de kroonlijst                                                                               | Woonhuis                  | ca. 1850 (kern mog. ouder)                                  |                          | Turfmarkt 31        | 53° 3' 19" NB, 5° 24' 17" OL | 39398  | Meer afbeeldingen |
| Pand met verdieping en gepleisterde gevel onder vrij laag en diep voor en achter afgeschuind zadeldak met schoorstenen boven voor- en achterschild                                                     | Woonhuis                  | ca. 1850 (kern mog. ouder)                                  |                          | Turfmarkt 33        | 53° 3' 19" NB, 5° 24' 18" OL | 39399  | Meer afbeeldingen |
| Twee bedrijfspanden van Tichelaar | Nijverheid                | 18e eeuw                                                    |                          | Turfmarkt 61        | 53° 3' 19" NB, 5° 24' 26" OL | 39400  | Meer afbeeldingen |
| Woonhuis met verdieping met gepleisterde voorgevel met vlakke kroonlijst | Woonhuis                  |                                                             |                          | Vallaat 2           | 53° 3' 16" NB, 5° 24' 10" OL | 39401  | Meer afbeeldingen |
| Woonhuis onder aan de voorzijde afgeschuind zadeldak met topschoorsteen waarop bord | Woonhuis                  |                                                             |                          | Vallaat 6           | 53° 3' 16" NB, 5° 24' 10" OL | 39402  | Meer afbeeldingen |
| Vijf traveeën breed pand met omlijste ingang onder U-vormig zadeldak met hoekschoorstenen waarop borden                                                                                                | Woonhuis                  |                                                             |                          | Vallaat 8           | 53° 3' 16" NB, 5° 24' 11" OL | 39403  | Meer afbeeldingen |
| Woonhuis met kroonlijst met trigliefen onder voor afgeschuind diep zadeldak | Woonhuis                  |                                                             |                          | Vallaat 10          | 53° 3' 16" NB, 5° 24' 11" OL | 39404  | Meer afbeeldingen |
| Kingmahuizen, twee panden, beide onder zadeldak, de rechter (nr. 20) met gepleisterde lijstgevel met rechte kroonlijst en de linker (nr. 22) met halsgevel met gebeeldhouwde klauwstukken en bekroning | Woonhuis                  | 1748 (gevel nr. 22) 1800-1850 (gevel nr. 20)                |                          | Vallaat 20-22       | 53° 3' 16" NB, 5° 24' 14" OL | 39405  | Meer afbeeldingen |
| Pand met boven de puibalk een versierde trapgevel | Woonhuis                  | 1688                                                        |                          | Vallaat 36          | 53° 3' 16" NB, 5° 24' 16" OL | 39406  | Meer afbeeldingen |
| Schutsluis Makkum | Waterkering en -doorlaat  |                                                             |                          | bij Workumerdijk 1  | 53° 3' 16" NB, 5° 24' 8" OL  | 39407  | Meer afbeeldingen |
| Pand onder voor afgeschuind kort zadeldak met topschoorsteen | Woonhuis                  |                                                             |                          | Voorstraat 5        | 53° 3' 18" NB, 5° 24' 10" OL | 39410  | Meer afbeeldingen |
| Laag pandje onder zadeldak met topschoorsteen met bord boven voorste dakschild | Woonhuis                  |                                                             |                          | Voorstraat 7        | 53° 3' 18" NB, 5° 24' 10" OL | 39411  | Meer afbeeldingen |
| Pand met verdieping onder dwars schilddak met twee hoekschoortenen en voorbouw met zesruitsvensters en versierde kroonlijst                                                                            | Woonhuis                  | 1850-1900 (gevel, kern mog. ouder)                          |                          | Voorstraat 9        | 53° 3' 18" NB, 5° 24' 11" OL | 39412  | Meer afbeeldingen |
| Pand onder zadeldak tegen klokgevel met aanzetkrullen en natuurstenen bekroning en boven de puibalk zesruitsvensters                                                                                   | Woonhuis                  | 18e eeuw                                                    |                          | Voorstraat 11       | 53° 3' 18" NB, 5° 24' 11" OL | 39413  | Meer afbeeldingen |
| Woonhuis met zesruitsvensters onder voor afgeschuind zadeldak met topschoorsteen | Woonhuis                  |                                                             |                          | Voorstraat 13       | 53° 3' 18" NB, 5° 24' 12" OL | 39414  | Meer afbeeldingen |
| Woonhuis met zesruitsvensters op de verdieping onder voor afgeschuind zadeldak | Woonhuis                  |                                                             |                          | Voorstraat 15       | 53° 3' 18" NB, 5° 24' 12" OL | 39415  | Meer afbeeldingen |
| Woonhuis met verdieping met zesruitsvensters en met versierde kroonlijst onder dwarskap met hoekschoorstenen                                                                                           | Woonhuis                  |                                                             |                          | Voorstraat 17       | 53° 3' 18" NB, 5° 24' 12" OL | 39416  | Meer afbeeldingen |
| Voorm. koetshuis | Opslag                    | ca. 1880                                                    |                          | Voorstraat 19       | 53° 3' 18" NB, 5° 24' 13" OL | 39417  | Meer afbeeldingen |
| Hoekpand onder diep zadeldak met schoorsteen boven voorste schild | Woonhuis                  |                                                             |                          | Voorstraat 21       | 53° 3' 18" NB, 5° 24' 13" OL | 39418  | Meer afbeeldingen |
| Waag | Handel en kantoor         | 1698 dak en spits vernieuwd in 18e eeuw                     |                          | Waagsteeg 1         | 53° 3' 19" NB, 5° 24' 14" OL | 39419  | Meer afbeeldingen |
| Waagmeesterswoning | Dienstwoning              |                                                             |                          | Waagsteeg 1a        | 53° 3' 18" NB, 5° 24' 14" OL | 39420  | Waagmeesterswoning |
| Pand met verdieping onder hoog zadeldak met voorschild met schoorsteen met bord | Woonhuis                  |                                                             |                          | Pruikmakershoek 10  | 53° 3' 18" NB, 5° 24' 15" OL | 353636 | Meer afbeeldingen |
| De Prins, tegeltableaus | Horeca                    | ca. 1790 (tegeltableaus) ca. 1870 (pand) 1924 (uitbr. pand) | A. Sybel (tegeltableaus) | Kerkstraat 1        | 53° 3' 17" NB, 5° 24' 8" OL  | 510854 | Meer afbeeldingen |
| Doopsgezinde kerk | Kerk en kerkonderdeel     | 1909                                                        | H.H. Kramer              | Bleekstraat 11      | 53° 3' 24" NB, 5° 24' 14" OL | 516524 | Meer afbeeldingen |
| Doopsgezinde kerk, kosterswoning | Kerkelijke dienstwoning   | 1909                                                        | H.H. Kramer              | bij Bleekstraat 11  | 53° 3' 24" NB, 5° 24' 14" OL | 516525 | Doopsgezinde kerk, kosterswoning                                                                                              |